# Belosynapsis
Belosynapsis es un género de plantas con flores de la familia Commelinaceae.   Comprende 9 especies descritas y aceptadas.

## Taxonomía
El género fue descrito por Justus Carl Hasskarl y publicado en Flora 54: 259. 1871. La especie tipo es: Belosynapsis kewensis Hassk.

## Especies aceptadas
A continuación se brinda un listado de las especies del género Belosynapsis aceptadas hasta noviembre de 2013, ordenadas alfabéticamente. Para cada una se indica el nombre binomial seguido del autor, abreviado según las convenciones y usos.
- Belosynapsis capitata C.E.C.Fisch.
- Belosynapsis ciliata (Blume) R.S.Rao
- Belosynapsis epiphytica (Blatt.) C.E.C.Fisch.
- Belosynapsis kewensis Hassk.
- Belosynapsis moluccana C.E.C.Fisch.
- Belosynapsis vivipara C.E.C.Fisch.